# 春日井市立南城中学校
春日井市立南城中学校（かすがいしりつ みなみしろちゅうがっこう）は、愛知県春日井市下市場町にある公立中学校。現在の下市場町1丁目に存在した字である南城を学校名としている。

## 概要
- 春日井市立神領小学校校区、春日井市立北城小学校校区、春日井市立出川小学校校区、及び春日井市立篠原小学校校区の一部の生徒が通学する[1]。

## 沿革
- 1983年（昭和58年）4月 - 春日井市立東部中学校から分離し、開校。
- 1984年（昭和59年） - 体育館が完成する。
- 1992年（平成4年） - 武道場が完成する。

## 交通アクセス
- JR東海中央本線神領駅下車、徒歩約15分。

## 周辺施設
- 愛知県立春日井商業高等学校
- 春日井市立東部中学校
- 春日井市立篠木小学校
- 春日井市立篠原小学校
- 神領駅